# Summon Night 5
A Summon Night 5 (サモンナイト5; Hepburn: Samon Naito 5) taktikai szerepjáték, a régóta futó Summon Night videójáték-sorozat tagja. A Summon Night 5 a sorozat első és egyetlen tagja, melyet a Felistella fejlesztett és a Bandai Namco Games jelentetett meg, miután az eredeti fejlesztőcsapat, a Flight-Plan 2010-ben bezárt, illetve az eredeti kiadót, a Banprestót felvásárolta a Bandai Namco. A játék 2013. május 16-án jelent meg Japánban. A Gaijinworks közel két évvel a japán megjelenés után, 2015 áprilisában bejelentette, hogy a játékot 2015 folyamán angol nyelvre lokalizálva Észak-Amerikában és Európában is meg fogja jelentetni. A Summon Night 5 digitális úton 2015. december 15-én jelent meg Észak-Amerikában, melyet a tervek szerint 2016 elején fog követni az európai kiadás.

## Fogadtatás
A japán Famicú szaklap mind a négy cikkírója 8/10-es pontszámmal értékelte a játékot, így annak összesített pontszáma 32/40 lett. A Destructoid dicsérte a játékot a „baró anime művészeti stílusa” miatt. A Hardcore Gamer 4/5-ös pontszámot adott a játékra, megjegyezve, hogy a Summon Night 5 „a japán szerepjátékok kissé letűnt korának szerelmes levele, melynek szinte minden fronton – legyen az a történet, a szereplők, a játékmenet vagy a képi világ – sikerül teljesítenie.” A játék a japán eladási listák csúcsán mutatkozott be, megjelenésének hetében 105 511 példány kelt el belőle.